# هابيل بونرد
هابيل بونرد (بالفرنسية: Abel Bonnard) (و. 1883 – 1968 م) هو كاتب، وشاعر، وسياسي، وكاتب يوميات فرنسي، ولد في بواتييه، شارك في WWII Axis collaboration in France ‏، كان عضوًا في أكاديمية اللغة الفرنسية (16 يونيو 1932–26 ديسمبر 1944)، توفي في مدريد، عن عمر يناهز 85 عاماً، بسبب خثار تاجي.

## مناصب
تولى منصب municipal councillor of Paris ‏ (16 ديسمبر 1942–20 أغسطس 1944)
- Minister of National Education in France  [لغات أخرى]‏ (25 فبراير 1942–20 أغسطس 1944)
- member of the National Council  [لغات أخرى]‏ (24 يناير 1941–20 أغسطس 1944)
- seat 12 of the Académie française ‏

.

## التعليم
تعلم في كلية الفنون في باريس ‏ (1902–1905)، وتعلم في كلية اللوفر، وتعلم في مدرسة لويس الكبير الثانوية (1900–1902)، وتعلم في Lycée Thiers ‏ (1893–1900)
.

## جوائز
حصل على جوائز منها:
- Grand Prix de Littérature de l'Académie française [الإنجليزية]‏، عن عمل: En Chine  [لغات أخرى]‏ (1924)
- نيشان جوقة الشرف من رتبة ضابط (1919)
- صليب الحرب 1914-1918 (فرنسا) (1919)
- (1909)
- prix de poésie de l'Académie française  [لغات أخرى]‏ (1906)
- جائزة المنافسة العامة  [لغات أخرى]‏ (1900)

## روابط خارجية
- هابيل بونرد على موقع مونزينجر (الألمانية)